# 劇団銅鑼
劇団銅鑼（げきだんどら）は、1972年（昭和47年）8月26日に結成された日本の新劇団。現在の代表は横手寿男。

## 概要
1971年に起こった劇団民藝の内部対立で、さらに民主的な運営を志向して民藝を退団した若手のうち、鈴木瑞穂、森幹太らが中心になって結成した。鈴木は劇団結成から10年間代表を務めた。「平和」「人間愛」「本当に人間らしく生きることとは何か」をテーマに活動を続けている。
国内だけなく、ポーランドやアメリカなどで海外公演も行なっている。
現在の事務所、稽古場は東京都板橋区にあり、第1回公演はアーサー・ミラー作『二つの月曜日の思い出』。千葉県にある労協若者自立塾のカリキュラムの一環として、演劇ワークショップに協力している。
2022年8月26日に創立50周年を迎えた。

## 作品
- はちまん
- 秋田殺人事件
- 藍色回廊殺人事件
- 池袋モンパルナス
- sakura・イン・ザ・ウィンド
- センポ・スギハァラ
- らぶそんぐ
- 楽園紛争
- 三人姉妹
- はい、奥田製作所。
- Big brother
- エイジアン・パラダイス
- ハンナのかばん
- 流星ワゴン
- ENDLESSー挑戦！
- チャージ
- 語り芝居　はやたろう
- ハンナのかばん
- 蝙蝠傘と南瓜
- おとうふコーヒー
- チムドンドン〜夜の学校のはなし〜
- 花火鳴らそか ひらひら振ろか
- いのちの花
- 泣くな研修医（創立５０周年記念公演）

## 劇団員

### 所属俳優

#### 男優
- 池上礼朗
- 井上太
- 植木圭
- 大竹直哉
- 亀岡幸大
- 久保田勝彦
- 黒宮稠
- 齋藤千裕
- 佐藤文雄
- 佐藤陽亮
- 鈴木正昭
- 鈴木裕大
- 説田太郎
- 館野元彦
- 野内貴之
- 真原孝幸
- 山形敏之
- 横手寿男

#### 女優
- 青木七海
- 金子幸枝
- 川口圭子
- 菊地佐玖子
- 北畠愛美
- 栗木純
- 郡司智子
- 齊藤美香
- 佐藤響子
- 佐藤凜
- 柴田愛奈
- 庄崎真知子
- 髙辻知枝
- 髙原瑞季
- 竹内奈緒子
- 鶴田尚子
- 永井沙織
- 中島沙結耶
- 中村真由美
- 長谷川由里
- 早坂聡美
- 馬渕真希
- 深水裕子
- 福井夏紀
- 宮﨑愛美
- 宮藤希望
- 向暁子
- 谷田川さほ
- 山口真実
- 和田星来

#### 制作部
- 小関直人
- 平野真弓
- 佐久博美
- 齋藤裕樹

##### 演出部
- 村松眞衣

##### 団友
- 石川優
- 大内三朗
- 鈴木瑞穂
- 山内晴雄

### 過去に所属した俳優
- 井上祐子
- 緒方康子
- 金子達
- 黒田志保
- 小出亘
- 鈴木啓司
- 千田隼生（在籍中に死去）
- 武智綾
- 田中由美
- 鶴岡秀一
- 城戸光晴（現所属：プロダクション・タンク）
- 定岡小百合（現所属：プロダクション・エース）
- 鈴木瑞穂（フリー）
- 中山陽介
- 森幹太（在籍中に死去 代表も務めていた)
- 森田秀人
- 山田昭一（在籍中に死去 代表も務めていた）
- 渡部不二実（在籍中に死去）